# Ariel Yasmine
Ariel Jasmine Ryther (* 6. Oktober 1998) ist eine US-amerikanische Schauspielerin und Model. Anfänglich wurde sie in den Credits auch Ariel Ryther genannt.

## Karriere
Yasmine ist mexikanischer, spanischer und deutscher Abstammung. Sie hat eine Schwester. Sie stand bereits im Kindesalter für diverse Werbespots des US-amerikanischen Marktes  vor der Kamera, darunter Kinderspielzeug, Energieanbieter, Kinofilme (Die Unglaublichen – The Incredibles) oder für den Freizeitpark Legoland.
2009 war sie in Promise Kept erstmals in einer Fernsehproduktion zu sehen. 2016 folgte der Kurzfilm Peace Out. In beiden Kurzfilmen wird sie als Ariel Ryther aufgeführt. 2017 spielte sie im Kurzfilm Fiorella mit, 2018 folgte eine Besetzung in dem Spielfilm The Madness Within. In Deutschland wurde sie bekannt durch ihre Rolle der Mary Bergmann in insgesamt 14 Werbespots für das Vergleichsinternetportal Check24. 2020 erhielt sie Spielfilmrollen in Killer Camera Monsters, After Truth und Cheer Camp Killer. 2021 stellte sie im Fernsehfilm South Beach Love die größere Rolle der Lola Kelly dar. Der Film wurde am 9. Oktober 2021 auf dem Sender Hallmark Channel gezeigt.
Darüber hinaus tritt sie als Fotomodel in Erscheinung und gilt als Influencer auf Instagram. Sie steht bei der Agentur Eris Talent Agency unter Vertrag. Sie war in den Musikvideos zum Lied Calling My Spirit des Rappers Kodak Black (2018) und des Lieds Break Up with Your Girlfriend, I'm Bored von Ariana Grande (2019) zu sehen.

## Filmografie (Auswahl)
- 2009: Promise Kept (Kurzfilm)
- 2016: Peace Out (Kurzfilm)
- 2016–2017: Check24: 2 unvergleichliche Familien
- 2017: Fiorella (Kurzfilm)
- 2017: Small Shots (Fernsehserie, Episode 1x07)
- 2017: The Archetype (Kurzfilm)
- 2018: The Madness Within (Fernsehfilm)
- 2020: Killer Camera Monsters
- 2020: After Truth (After We Collided)
- 2020: Cheer Camp Killer (Fernsehfilm)
- 2021: Candyland: Part I (Kurzfilm)
- 2021: South Beach Love (Fernsehfilm)
- 2022: Bel-Air (Fernsehserie, Episode 1x02)
- 2023: Truth Be Told: Der Wahrheit auf der Spur (Truth Be Told, Fernsehserie, Episode 3x02)
- 2023: We Have a Ghost
- 2023: Married at First Sight (Miniserie)
- 2023: The Forbidden Alpha (Miniserie)
- 2024: Chosen Diversity (Miniserie)
- 2025: The Fetus
- 2025: Doctor Odyssey (Fernsehserie, Episode 1x13)